# Spirit Animal
"Spirit Animal" é uma canção da cantora estoniana Kerli. Ela foi lançada como um single autônomo em 19 de dezembro de 2016, antes de ser executada pelo Eesti Laul 2017, pré-seleção para o festival Eurovisão da Canção de 2017.

## Fundo e promoção
Em 8 de novembro de 2016, foi revelado que a Kerli iria participar do Eesti Laul 2017 concurso com uma nova música intitulada "Spirit Animal". Em dezembro, a canção foi lançada para download gratuito no dia 15 de dezembro e digital pago em 19 de dezembro. Kerli apresentou a canção em concurso, e foi um dos favoritos para ganhar. Kerli atingiu o Eesti Laul final, em que a canção obteve o segundo lugar, deixando de ganhar Estónia bilhete de Kiev. Isto marca a segunda vez que Kerli foi vice-campeão na Estónia pré-seleção, perdendo em Eurolaul 2004 para Neiokõsõ. Após a competição, a cantora enviou um vlog em sua conta oficial do YouTube, afirmando que não haveria nenhum vídeo para a música, desde as performances eram muito caras para fazer e custou um monte.

## Composição
"Spirito Animal" é definido em um compasso 4/4, e corre a um ritmo moderado de 89 batimentos por minuto durante os versos, e, em seguida, passando para 91 batimentos por minuto durante o refrão. A instrumentação é baseada na bateria e sintetizadores. Liricamente, Kerli afirmou sobre a música que ela "queria criar um mundo. É mais como uma viagem. Você entra nesta viagem e que você começa a andar e todos estes animais aparecem e essas cores e formas. As chamas gêmeas são como encontrar a sua verdadeira alma gêmea".

## Lista de faixas
Download digital
1. "Spirit Animal" – 3:21